# Nigel De Brulier
Nigel De Brulier (ur. 8 lipca 1877, zm. 30 stycznia 1948) – angielski aktor teatralny i filmowy.

## Życiorys
Urodził się w 1877 roku jako Francis George Packer w Bristolu. Karierę zaczynał jako aktor sceniczny na deskach angielskich teatrów. Po przeprowadzce do USA rozpoczął karierę aktora filmowego. Zadebiutował w niemym filmie The Pursuit of the Phantom w 1914 roku. W 1915 zagrał w filmie Ghosts na podstawie sztuki Henrika Ibsena.
Nigel De Brulier grał kardynała Richelieu w czterech filmach: Trzej muszkieterowie (1921), Żelazna maska (1929), Trzej muszkieterowie (1935) oraz Człowiek w żelaznej masce (1939).
Głośnym filmami z jego udziałem były też m.in. The Gaucho (1927) oraz Salome (1923).
Zmarł w Los Angeles w 1948 roku.

## Filmografia[1]
- The Pursuit of the Phantom (1914)
- Ghosts (1915)
- Nietolerancja (Intolerance, 1916)
- Joan the Woman (1917)
- The Kaiser (1918)
- Romans Tarzana (The Romance of Tarzan, 1918)
- Czterech jeźdźców Apokalipsy (The Four Horsemen of the Apocalypse, 1921)
- Trzej muszkieterowie (The Three Musketeers, 1921)
- Foolish Wives (1922)
- A Doll's House (1922)
- Salome (1923)
- Dzwonnik z Notre Dame (The Hunchback of Notre Dame, 1923)
- Wild Oranges (1924)
- Ben-Hur (1925)
- The Ancient Mariner (1925)
- Don Juan (1926)
- The Patent Leather Kid (1927)
- Żelazna maska (The Iron Mask, 1929)
- The Wheel of Life (1929)
- Moby Dick (1930)
- Miss Pinkerton (1932)
- Trzej muszkieterowie (The Three Musketeers, 1935)
- Człowiek w żelaznej masce (The Man in the Iron Mask, 1939)
- Pies Baskerville’ów (The Hound of the Baskervilles, 1939)